# Spiekeroog (Schiff, 1939)

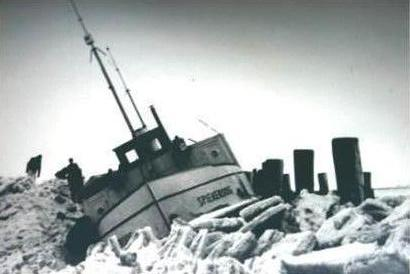
Die Spiekeroog im Jahr 1963 im Eis

Die Spiekeroog war eine Passagierfähre, die in den Jahren 1939 bis 1968 als Fährschiff für die Insel Spiekeroog eingesetzt wurde.

## Das Schiff
Wann das Schiff genau gebaut wurde, ist nicht bekannt. 1939 wurde die Spiekeroog durch die Badeverwaltung Spiekeroog gekauft. 1951 wurde die Fähre umgebaut, so dass sie fortan mehr Passagiere aufnehmen konnte. Mit der Indienststellung der Spiekeroog III wurde die Spiekeroog ausgemustert und 1968 an die Bootswerft Gerdes in Varel verkauft. Der Verbleib des Schiffes ist nicht geklärt. 

## Vorgängerschiffe
Es gab bereits ein Schiff gleichen Namens, das 1913 als Spiekeroog gebaute Fährschiff, welches von 1913 bis 1917 und 1921 bis 1922 als Spiekeroog verkehrte und zuletzt als Kamerad im Einsatz war.